# Prvenstvo nogometnog podsaveza Bijelo Polje 1959./60.
"Prvenstvo nogometnog podsaveza Bijelo Polje" bila je liga trećeg stupnja nogometnog prvenstva Jugoslavije u sezoni 1959./60. 
 Sudjelovala su 4 kluba, a prvak je bio "Jedinstvo" iz Bijelog Polja, koji se potom natjecao za prvaka Crne Gore. 

## Ljestvica
| mj. | klub                   | ut. | pob. | ner. | por. | gol+ | gol- | bod |
| --- | ---------------------- | --- | ---- | ---- | ---- | ---- | ---- | --- |
| 1.  | Jedinstvo Bijelo Polje | 6   | 6    | 0    | 0    | 14   | 6    | 12  |
| 2.  | Rudar Pljevlja         | 6   | 3    | 0    | 3    | 18   | 10   | 6   |
| 3.  | Radnički Ivangrad      | 6   | 3    | 0    | 3    | 10   | 10   | 6   |
| 4.  | Ibar Rožaje            | 6   | 0    | 0    | 6    | 4    | 28   | 0   |

## Unutrašnje poveznice
- Crnogorska republička nogometna liga 1959./60.
- Prvenstvo nogometnog podsaveza Titograd 1959./60.
- Prvenstvo nogometnog podsaveza Kotor 1959./60.